# Julius Leopold Theodor Friedrich Zincken
Julius Leopold Theodor Friedrich Zincken, anche noto col nome Sommer (Braunschweig, 15 aprile 1770 – Braunschweig, 8 febbraio 1856), è stato un entomologo tedesco.

## Biografia
Zincken fu coeditore, assieme a Ernst Friedrich Germar, del Magazin der Entomologie ("Rivista di entomologia"), Hendel & Son., Halle, noto anche come Germar's Magazine, in cui scrisse e pubblicò molti articoli e descrisse  nuovi Genere (tassonomia) e specie, particolarmente fra le Tineidae.

## Opere principali
Di seguito si riportano le opere principali di Zincken:
- Zincken, J. L. T. F. 1817: Die Linneischen Tineen in ihre natürlichen Gattungen aufgelöst und beschrieben. Magazin der Entomologie, Halle 2: 24–113.
- Zincken, J. L. T. F. 1818: Die Lineeischen Tineen in ihre natürlichen Gattungen aufgelöst. Magazin der Entomologie, Halle 3: 114, 133, 143.
- Zincken, J. L. T. F. 1821: Die Linnéeischen Tinee'n, in ihre natürlichen Gattungen aufgelöst und beschrieben. Magazin der Entomologie, Halle 4: 231–245.
- Zincken, J. L. T. F. 1821: Nachtrag zur Monographie der Gattung Chilo. Magazin der Entomologie, Halle 4: 246–258.
- Zincken genannt Sommer, J. L. T. F. Anweisung zum Seidenbau überhaupt und insbesondere in Bezuge auf das nördliche Deutschland, nach den neuesten Verbesserungen desselben und nach eigenen Erfahrungen und über die Naturgeschichte des Seidenspinners selbst angestellten Versuchen abgefasst. …, Braunschweig, Meyer 1829
- Zincken genannt Sommer, J. L. T. F.Beitrag zur Insecten-Fauna von Java. Erste Abtheilung. (in: Nova Acta Leopoldina Bd. 15, 1.), Bonn, 1831
- Zincken genannt Sommer, J. L. T. F.Anweisung für Gartenbesitzer und Landleute, wie dieselben in jedem Monate des Jahres zu verfahren haben, um in ihren Gärten Obst und Gartenfrüchte vor den Zerstörungen durch schädliche Insekten an leichtesten zu schützen…, Braunschweig, Meyer 1832

Alla sua morte, la collezione di Zincken fu venduta. La storia successiva della collezione non è nota.